# Ville-du-Bois

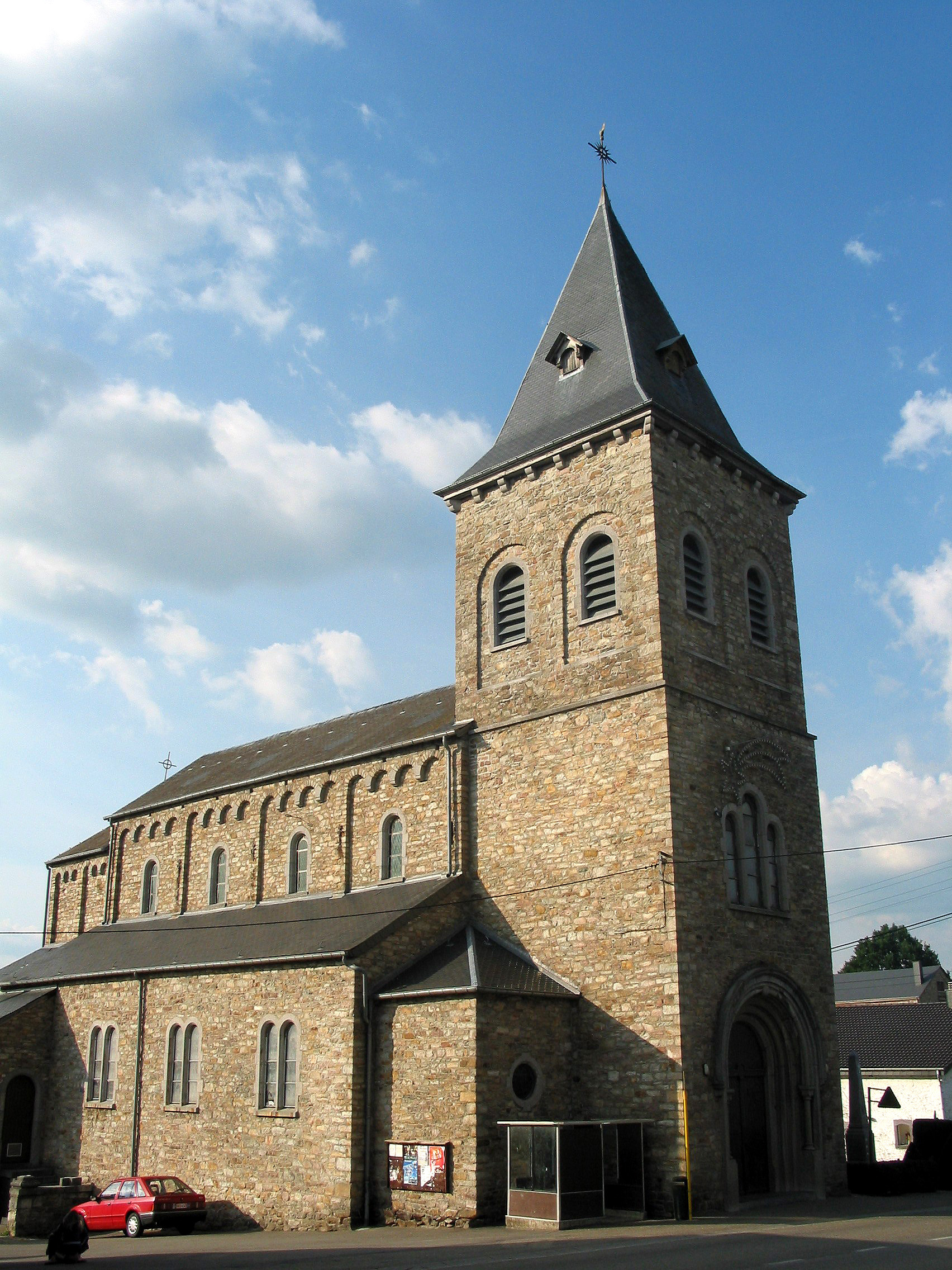
De Sint Donatiuskerk van Ville-du-Bois.

Ville-du-Bois is een dorp in de Belgische provincie Luxemburg in de gemeente Vielsalm. De plaats ligt aan de Nationale weg N675 tussen Vielsalm en Sint Vith.
Deelgemeenten: Bihain · Grand-Halleux · Petit-Thier · Vielsalm

Overige dorpen: Bêche · Burtonville · Cahay · Commanster · La Comté · Dairomont · Ennal · Farnières · Fraiture · Goronne· Hébronval · Joubiéval · Neuville · Ottré · Petit-Halleux · Petit-Tailles · Provedroux · Regné · Rencheux · Salmchâteau · Ville-du-Bois 

Belgische gemeenten · Arrondissement Bastenaken · Luxemburg · Wallonië